# Лена (коммуна)
Лена́ (фр. Lenax) — коммуна во Франции, находится в регионе Овернь. Департамент коммуны — Алье. Входит в состав кантона Ле-Донжон. Округ коммуны — Виши.
Код INSEE коммуны — 03142.

## Население
Население коммуны на 2008 год составляло 243 человека.
| 1962 | 1968 | 1975 | 1982 | 1990 | 1999 | 2008 |
| ---- | ---- | ---- | ---- | ---- | ---- | ---- |
| 482  | 510  | 421  | 404  | 360  | 296  | 243  |

## Экономика
В 2007 году среди 140 человек в трудоспособном возрасте (15—64 лет) 95 были экономически активными, 45 — неактивными (показатель активности — 67,9 %, в 1999 году было 65,6 %). Из 95 активных работали 90 человек (56 мужчин и 34 женщины), безработных было 5 (2 мужчин и 3 женщины). Среди 45 неактивных 6 человек были учениками или студентами, 26 — пенсионерами, 13 были неактивными по другим причинам.